# التا ویستا، اوتاوا
التا ویستا، اوتاوا (به انگلیسی: Alta Vista, Ottawa) یک منطقهٔ مسکونی در کانادا است که در انتاریو واقع شده‌است.

## خصوصیات
التا ویستا ۲۴٬۰۴۷ نفر جمعیت دارد و ۹۰ متر بالاتر از سطح دریا واقع شده‌است.